# Университарио (футбольный клуб, Пенономе)
«Университа́рио» (исп. Club Deportivo Universitario) — панамский футбольный клуб из города Пенономе, провинции Кокле. Выступает в Панамской футбольной лиге, главной по уровню в системе футбольных лиг Панамы. Домашние матчи команда проводит на «Вирхилио Техейра», вмещающем 1000 зрителей.

## История
Футбольный клуб «Чоррильо» был основан в 1974 году в столичном районе Эль-Чоррильо с целью отвлечь местную молодёжь от преступной деятельности. В 1998 году «Чоррильо» имел реальный шанс выйти из Второго дивизиона в Панамскую футбольную лигу, но в решающем матче в серии пенальти уступил дорогу команде «Мунисипаль де Колон». Наконец в 2001 году клуб сумел добиться впервые в своей истории выхода в элиту панамского футбола. Там «Чоррильо» сумел закрепиться и в первые годы играл роль середняка, периодически занимая 3-е место или выходя в финальную фазу, но не преодолевая полуфинальную стадию. В 2009 году «Чоррильо» впервые сумел выйти в финал турнира, уверенно разобравшись в полуфинале с «Тауро» (3:1 дома и 3:0 в гостях). В финале «Чоррильо» лишь в затяжной серии пенальти уступил чемпионский титул «Сан-Франсиско». В следующем розыгрыше чемпионата Панамы команда умудрилась после домашнего разгрома «Арабе Унидо» со счётом 3:0 в первом полуфинальном матче проиграть в ответном со счётом 0:4 и покинуть турнир. В финале Клаусуры 2011 «Чоррильо» вновь в упорном поединке против «Сан-Франсиско» уступил чемпионский титул, пропустив 2 мяча Роберто Брауна на 83-й минуте и 1-й минуте дополнительного времени.
Впервые чемпионом Панамы «Чоррильо» стал 2 декабря 2011 года, разгромив в финале Апертуры 2011 команду «Пласа Амадор» со счётом 4:1. Следующий титул клуб выиграл спустя 2,5 года, в финале Клаусуры 2014 одолев «Рио-Абахо» благодаря единственному в матче голу Серхио Ромеро на 91-й минуте.
В финале Апертуры 2015 «Чоррильо» уступил чемпионский титул «Арабе Унидо» лишь в серии послематчевых пенальти.
На международной арене «Чоррильо» дебютировал 31 июля 2012 года в рамках Лиги чемпионов КОНКАКАФ 2012/2013 и был разгромлен в гостях мексиканским «Монтерреем» со счётом 0:5. В своей группе «Чоррильо» проиграл все 4 матча. В своём стартовом матче Лиги чемпионов КОНКАКАФ 2014/2015 «Чоррильо» сумел одержать свою первую победу, одолев дома мексиканский «Крус Асуль» со счётом 1:0, но по итогам 4-х туров вновь занял последнее место в своей группе.
12 июня 2018 года в результате объединения клубов «Чоррильо» и «Сентенарио» с Латинским университетом Панамы был образован клуб «Университарио». В марте 2019 года объединённый клуб переехал в город Пенономе.
Феникс, изображённый на эмблеме клуба, символизирует возрождение района Эль-Чоррильо после разрушений, произошедших в результате вторжения США в Панаму в конце 1989 — начале 1990 годов.

## Достижения
- Чемпион Панамы (2): Ап. 2011, Кл. 2014, Ап. 2017.
- Финалист чемпионата Панамы (3): 2009, Кл. 2011, Ап. 2015.